# René François Lecomte
René François Lecomte   (Fontenay-le-Comte, 14 de maig de 1764 - Bressuire, 15 d'octubre de 1793) fou un general de divisió de la revolució Francesa.

## Registres de serveis
Va entrar al servei el 1779 com a pilot a bord del "Saint-Michel", es va convertir en timoner l'any següent, i va formar part de l'expedició de André de Suffren a les Índies. Va anar al Régiment d'Austrasie i va ser nomenat sergent major el 1782, per ser el primer a entrar a les fortificacions de l'illa de Gandelour defensada pels anglesos.
De tornada a França, va obtenir el seu permís el 1785, i es va convertir en el gerent de la propietat de Maynard, baró de Langon. El 1790, va exercir de cap de gabinet a l'administració departamental de Vendée, i es va allistar el 19 de setembre de 1791. Al mes següent, va ser elegit lloctinent del 3r batalló de voluntaris de Deux-Sèvres.
El setembre de 1792 va comandar provisionalment aquest batalló i al novembre va obtenir el grau de cap de batalló. El 27 de febrer de 1793 va ser elegit cap del batalló "el Vengador", ell i la seva tropa van adquirir una reputació llegendària de valentia. El 28 de juny de 1793, decideix la victòria a la Primera batalla de Luçon, i és recompensat pel cap de brigada general de l'adjudicatari de patents el juliol de 1793. El 24 del mateix mes, es distingí en el combat de Pont-Charron, i fou va ascendir a general de brigada el 30 de juliol de 1793. El 5 de setembre va donar suport a Chantonnay, amb 4.000 homes, en una lluita desigual contra 20.000 vendeans i va tornar a caure sobre Luçon, després d'haver estat ferit. Amb prou feines es va recuperar, va reprendre el seu lloc a l'exèrcit i va ser proposat per al rang de general de divisió el 8 d'octubre de 1793 per representants en missió.
L'11 d'octubre, va mostrar el major valor a la Segona Batalla de Châtillon (1793), i va ser ferit per un tret de bala al cos. Transportat pels seus soldats a Bressuire, va morir el 15 d'octubre de 1793 a conseqüència de la seva ferida.